# Марьино (Краснопольский район)
Марьино (укр. Мар'їне) — село,
Турьянский сельский совет,
Краснопольский район,
Сумская область,
Украина.
Код КОАТУУ — 5922387002. Население по переписи 2001 года составляло 58 человек .

## Географическое положение
Село Марьино находится на одном из истоков реки Грязный,
ниже по течению на расстоянии в 3 км расположено село Графовка (Белгородская область).
На расстоянии в 1,5 км расположено село Проходы.
Село находится на границе с Россией.